# Mimonicarete barbicornis
Mimonicarete barbicornis är en skalbaggsart som beskrevs av Stefan von Breuning 1957. Mimonicarete barbicornis ingår i släktet Mimonicarete och familjen långhorningar.
Artens utbredningsområde är Madagaskar. Inga underarter finns listade i Catalogue of Life.